# 伊豆屋三吉
伊豆屋 三吉（いずや さんきち、生没年不詳）とは江戸時代の江戸の地本問屋

## 来歴
幕末に江戸の横山町2丁目忠兵衛店において地本問屋を営業している。3代目歌川豊国の錦絵「一寸徳兵衛」を出版している。